# 1492 w polityce
Wydarzenia polityczne w 1492 roku.

## Wydarzenia
- 2 stycznia – upadek Emiratu Grenady.
- 11 sierpnia – Rodrigo Borgia zostaje papieżem.
- 12 października – Krzysztof Kolumb dopływa do Ameryki.

## Zmarli
- 8 kwietnia – Wawrzyniec Wspaniały, władca Florencji.
- 7 czerwca – Kazimierz IV Jagiellończyk, król Polski